# Columba di Terryglass
Columba di Terryglass, Tirdaglas o Tir-da-glasí (... – 13 dicembre 552), è stato un abate irlandese.

## Biografia
Fu uno dei "Dodici apostoli d'Irlanda" che studiarono alla scuola di san Finnian di Clonard, al quale amministrò il sacramento dell'unzione, in punto di morte. Nel 548 fondò il famoso monastero di Terryglass, nella contea di Tipperary, che produsse il “Book of Leinster”, un'importante collezione di storie, racconti e poemi in irlandese antico, conservato al Trinity College di Dublino. Tra i suoi discepoli si contano San Caemban, San Fintan, e San Mocumin. Si dice che da una visita a Tours avesse portato con sé alcune reliquie di San Martino. Colomba morì di peste il 13 dicembre 552, e fu sepolto nel suo stesso monastero. La Chiesa cattolica lo festeggia il 12 dicembre.